# Central High
Central High és un poble dels Estats Units a l'estat d'Oklahoma. Segons el cens del 2000 tenia 954 habitants.

## Demografia
Segons el cens del 2000, Central High tenia 954 habitants, 352 habitatges, i 292 famílies. La densitat de població era de 6,9 habitants per km².
Dels 352 habitatges en un 37,5% hi vivien nens de menys de 18 anys, en un 73,9% hi vivien parelles casades, en un 6,5% dones solteres, i en un 16,8% no eren unitats familiars. En el 14,8% dels habitatges hi vivien persones soles el 6,3% de les quals corresponia a persones de 65 anys o més que vivien soles. El nombre mitjà de persones vivint en cada habitatge era de 2,71 i el nombre mitjà de persones que vivien en cada família era de 2,98.
Per edats la població es repartia de la següent manera: un 27% tenia menys de 18 anys, un 6,2% entre 18 i 24, un 28,1% entre 25 i 44, un 24,8% de 45 a 60 i un 13,8% 65 anys o més.
L'edat mediana era de 38 anys. Per cada 100 dones de 18 o més anys hi havia 102,3 homes.
La renda mediana per habitatge era de 38.125 $ i la renda mediana per família de 40.104 $. Els homes tenien una renda mediana de 34.130 $ mentre que les dones 22.273 $. La renda per capita de la població era de 16.679 $. Entorn de l'11,8% de les famílies i el 14,1% de la població estaven per davall del llindar de pobresa.

## Poblacions més properes
El següent diagrama mostra les poblacions més properes.